# アスタキサンチン
アスタキサンチン (astaxanthin, astaxanthine [æstəˈzænθɪn] アスタザンスィン) は、1938年にリヒャルト・クーンらにより発見された色素物質である。β-カロテンやリコピンなどと同じくカロテノイドの一種で、キサントフィル類に分類される。ザリガニにより構成される属のアスタクス属より名付けられた。IUPAC名は 3,3′-ジヒドロキシ-β,β-カロテン-4,4′-ジオン。尚、キサントフィルの由来はギリシャ語の "yellow flowers" であるが、アスタキサンチンの色は赤色である。

## 構造
分子式は C40H52O4 で β-カロテンとほぼ同様の構造であるが、両端のシクロヘキセン環部位の水素がヒドロキシ基（3および3′位）とカルボニル基（4および4′位）に置換している。
また、3および3′位にヒドロキシ基を持たない物質はカンタキサンチン（canthaxanthin, β,β-カロテン-4,4′-ジオン）と呼ばれ、これはフラミンゴが餌から摂取したアスタキサンチンを変換することで生成し、ピンク色の元としている物質である。

### 異性体
3つの光学異性体と4つの幾何異性体が存在する。
光学異性
3および3′位のヒドロキシ基の位置により
- (3R,3′R) 体
- (3R,3′S) 体（meso 体）
- (3S,3'S) 体

の三種が存在する。
幾何異性
分子中央部の共役二重結合の cis-, trans- による異性体も存在する。
- All-E
- 9Z
- 13Z
- 15Z

## 存在
一部の藻類やオキアミ、エビ、鯛、鮭などに含まれ自然界に広く分布する。甲殻類では殻に存在し、それらを餌とするマダイでは体表に、サケ科魚類では筋肉の赤色部分などに見られる。
プランクトン、動物に存在するアスタキサンチンはヘマトコッカスと呼ばれる藻類に含まれるものが食物連鎖で取り込まれたものであり、動物が自ら生合成することはない。
このため、アスタキサンチンは植物由来のファイトケミカルと言える。
生体内では遊離型、モノエステル型、ジエステル型の3形態が可能であるが、多くは脂肪酸エステル型であり、血漿リポタンパク質と結合した形で存在する。甲殻類ではタンパク質（オボルビン、クラスタシアニン）と結合し、カロテノプロテインとして存在している。タンパク質と結合したアスタキサンチンは黒っぽい青灰色を呈するが、加熱によりタンパク質分子が変性してアスタキサンチンが遊離すると、本来の赤色を呈する。甲殻類を茹でると赤くなるのはこの現象に由来する。

## 生理的役割
アスタキサンチンは高い抗酸化作用を持ち、紫外線や脂質過酸化反応から生体を防御する因子として働いていると考えられる。アスタキサンチンの肌への抗酸化力はβ-カロテンの約10倍、コエンザイムQ10の約800倍、ビタミンEの約1000倍、ビタミンCの約6000倍にも達するとされる。また、アスタキサンチンは光障害から目を保護すると言われている。その為、アスタキサンチンを配合したサプリメントや健康食品、スキンケア用品（基礎化粧品）なども発売されている。しかしながら、アスタキサンチンを人間が摂取した場合の有効性を示す信頼できるデータはなく、サプリメントとしての安全性についても確実な情報は存在しない。

## アスタキサンチンにまつわる雑知識
沖縄では毒を持つヤシガニを調理する際、「煮て甲羅が赤くならなければ毒はない」と信じられてきた。しかし、アスタキサンチンが必ず赤く染めるので、これは迷信である。また、本来白身魚であるサケの身肉は餌に含まれるアスタキサンチンによって赤色をしているが、産卵直前には皮膚（婚姻色♂）やイクラ（♀）に赤色が移り、身肉は本来の白っぽいものになる。

## 天然アスタキサンチンの工業的生産
1994年、富士化学工業グループのアスタリールグループがヘマトコッカス藻を使用した天然アスタキサンチンの工業的生産に成功。2016年段階で、スウェーデンとアメリカに製造工場があり、世界中に展開。日本でも、流通量の50%以上を占める。